# Byggemand Bob
Byggemand Bob (originaltitel: Bob the Builder) er en britisk børne-tv-serie fra 1999, skabt af Keith Chapman. Serien følger entreprenøren Byggemand Bobs eventyr sammen med hans kollega Winnie og hans antropomorfe entreprenørmaskiner, naboer og venner. En reboot af serien havde premiere i Storbritannien på Channel 5's børneblok Milkshake! den 1. september 2015.

## Handling

### Originalserien (1998–2005)
Bob og hans hold arbejder for mange forskellige kunder med enten opførelse, vedligeholdelse, renovation eller reparation af bygninger eller konstruktioner, og diverse andre opgaver.

### Projekt: Så bygger vi!
I denne serie flytter Bob og sjakket til Solsikkedalen, som er en ubeboet dal beliggende ved foden af nærliggende bjerge og lige ud til havet. Her vil Bob opføre en helt ny bosættelse fra bunden; bosættelsen skal være så miljøvenlig som overhovedet mulig og leve harmoni med naturen efter ideen "Omtanke, begrænsning og genbrug", som bygger på at genbruge brugte byggemateriale, så spild bliver mindsket. Bosættelsens energiforsyning kommer fra vind- og solenergi.

## Stemmer
- Neil Morrisey som Byggemand Bob; en entreprenør, byggearbejder og altmuligmand som specialiserer sig i murerarbejde, tømrerarbejde og andre håndværkerfag. Hans faktiske navn er Robert Everett McGraw.
- Kate Harbour som Winnie. Hun er Bobs kontorassistent og organiserer værktøjer og redskaber. Ind imellem udfører hun også byggearbejde.

### Danske stemmer
| Dansk skuespiller    | Rolle                  |
| -------------------- | ---------------------- |
| Lars Thiesgaard      | Byggemand Bob          |
| Vibeke Dueholm       | Winnie, Rumle          |
| Teis Bayer           | Grab                   |
| Dennis Otto Hansen   | Tip                    |
| Donald Andersen      | Kranberg               |
| Peter Røschke        | Tromle, Thomas Traktor |
| Søren Hauch-Fausbøll | Smut                   |